# Coimisiún na Gaeltachta
Coimisiún na Gaeltachta (CnaG) és una agència del govern irlandès que des de 2000 fins al 2002 va treballar per a elaborar recomanacions per tal d'enfortir el paper del gaèlic irlandès a la Gaeltacht, àrea de parla gaèlica d'Irlanda. Es va establir per iniciativa d'Éamon Ó Cuív, el llavors ministre d'Estat en el Departament d'Arts, Patrimoni, Gaeltacht i les Illes i el seu treball fou completat sota la direcció de la seva successora Mary Coughlan. El Govern irlandès va aprovar la publicació de l'informe de la Comissió, sense compromís.
Durant segles hi ha hagut una disminució constant en el nombre de parlants nadius de gaèlic a Irlanda. Aquests parlants estan concentrats en les zones rurals disperses coneguts col·lectivament a Gaeltacht i informes recents afirmen que a diverses d'aquestes àrees d'Irlanda ja no hi funciona com a llengua comunitària. L'establiment, després de l'informe, i la inacció respecte a les recomanacions de la Comissió s'han de considerar en aquest context.
La Comissió va informar que era de l'opinió que no serà possible mantenir la Gaeltacht com una àrea en què el gaèlic segueix sent l'idioma de la comunitat a menys que es produeixi un canvi fonamental en la forma en què és tractat l'irlandès o en l'estatut de l'irlandès a la resta del país. En el seu treball, es va centrar principalment en un enfocament estratègic per a la recerca d'una estructura d'execució eficaces que permetin que les seves recomanacions es puguin dur a terme. Es proposa una estructura que esperaven que garantís un procés consultiu a nivell de planificació i que havia d'estar relacionat amb la comunitat i centrat en el llenguatge a nivell operatiu - això inclouria l'establiment d'una Junta de Comissionats independents i la reestructuració de la Údarás na Gaeltachta.
Altres recomanacions de l'informe eren:
1. La regulació immediata d'una Llei d'Igualtat Oficial de les Llengües;
2. La provisió d'un sistema d'educació integral en el qual es donarà prioritat a l'irlandèa com a primera llengua de la Gaeltacht;
3. L'establiment d'una Unitat de Tercer Nivell d'Educació dedicada als estudis sociolingüístics de l'irlandès i la planificació lingüística;
4. El desenvolupament i implementació d'un Pla Nacional per l'Irlandès.

Hi hagué una anterior Coimisiún na Gaeltachta en 1926, i en 1963 hi va haver una comissió governamental sobre la restauració de l'irlandès. L'informe de 1926 va ser posteriorment criticat per no prestar suficient atenció al paper de les causes econòmiques que ha impulsat als irlandesos de la Gaeltacht a emigrar als Estats Units.

## Sobre la Coimisiún na Gaeltachta de 1926
- (gaèlic irlandès) Cois Life: Díchoimisiúnú Teanga: Coimisiún na Gaeltachta 1926 per John Walsh Arxivat 2007-09-27 a Wayback Machine. ISBN 1-901176-32-0